# Vườn quốc gia Dartmoor
Vườn quốc gia Dartmoor là một vùng đồng hoang ở miền nam Devon, Anh. Nó bao phủ diện tích 954 km2 (368 dặm vuông Anh).
Đá granit mà hình thành vùng cao này có niên đại từ kỷ Than đá. Vùng đồng hoang này có nhiều đỉnh đồi có đá granit trồi lên được gọi là mỏm núi, cung cấp môi trường sống cho động vật hoang đã ở Dartmoor. Điểm cao nhất là High Willhays, 621 m (2.037 ft) trên mực nước biển. Khu vực này có rất nhiều cổ vật khảo cổ học.
Dartmoor được quản lý bởi Ban quản lý vườn quốc gia Dartmoor, có 22 thành viên từ Hội đồng hạt Devon, hội đồng quận địa phương và chính phủ.
Một số phần của Dartmoor đã và đang được sử dụng để quân đội luyện bắn trong hơn 200 năm gần đây. Công chúng có quyền tiếp cận phần lớn Dartmoor (bao gồm cả vùng dành cho tập bắn bị hạn chế tiếp cận) và nó là một điểm du lịch nổi tiếng.

## Địa lý

### Địa chất

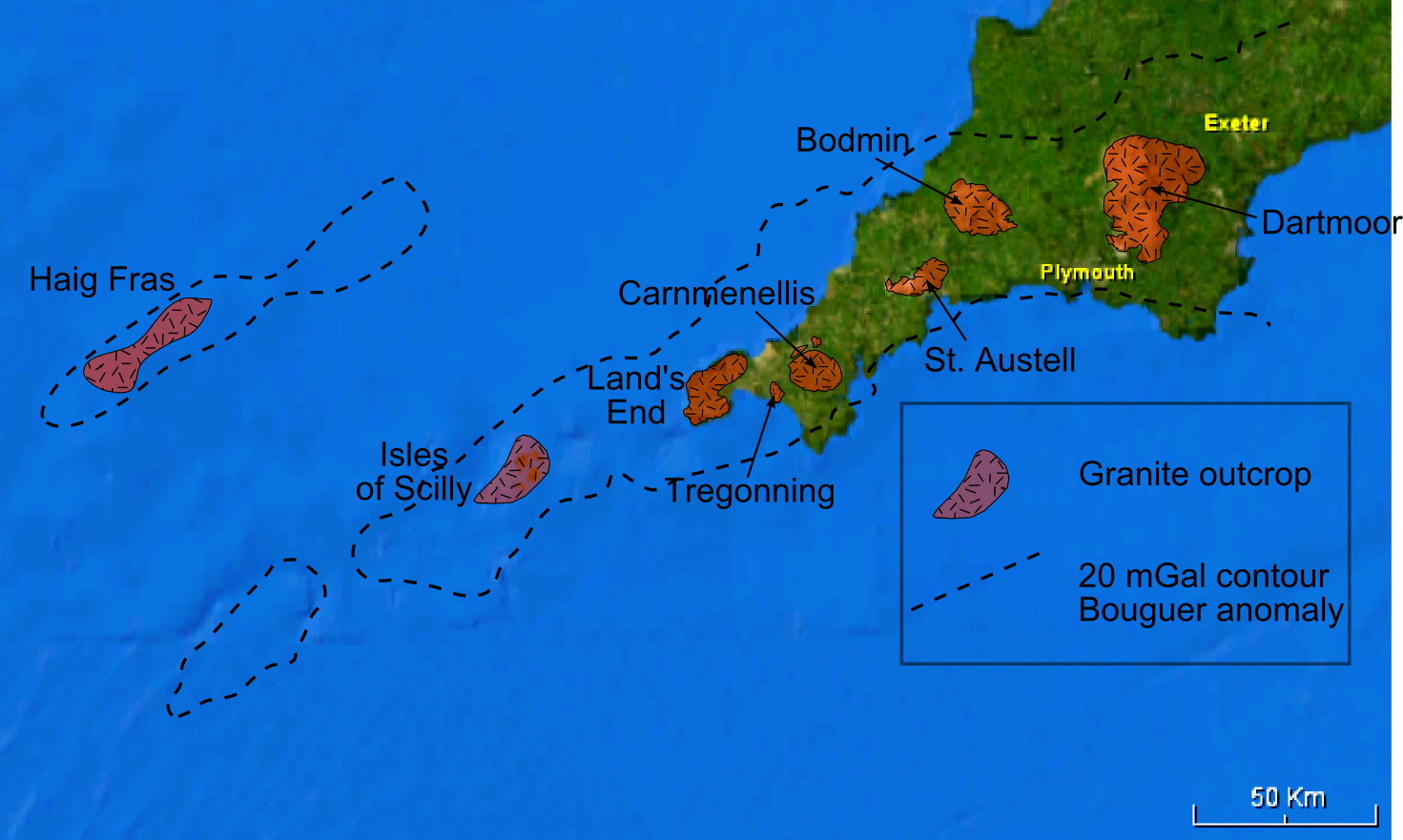
Bản đồ hiển thị các vết lộ đá hoa cương Cornub batholit chính ở tây nam nước Anh và dị thường trọng lực của chúng.

Dartmoor bao gồm khu vực đá hoa cương lớn nhất ở vương quốc Anh, với diện tích bề mặt 625 km2 (241 dặm vuông Anh), mặc dù hầu hết chúng nằm dưới bề bùn lắng đọng. Đá hoa cương (hoặc cụ thể hơn là đá adamellit) xâm nhập ở độ sâu dưới dạng pluton xung quanh đá trầm tích trong khoảng thời gian kỷ Than đá, khoảng 309 triệu năm trước. Có dị thường trọng lực đáng kể liên quan đến đá pluton. Đo đạc dị thường đã giúp xác định hình dáng và khối lượng đá ở sâu dưới đất.

### Mỏm núi

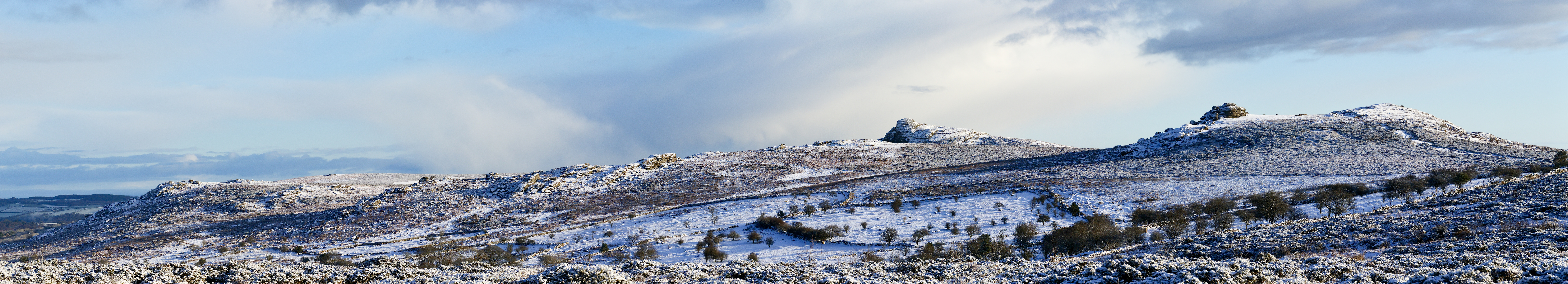
Ảnh toàn cảnh mỏm núi ở Dartmoor trong tuyết

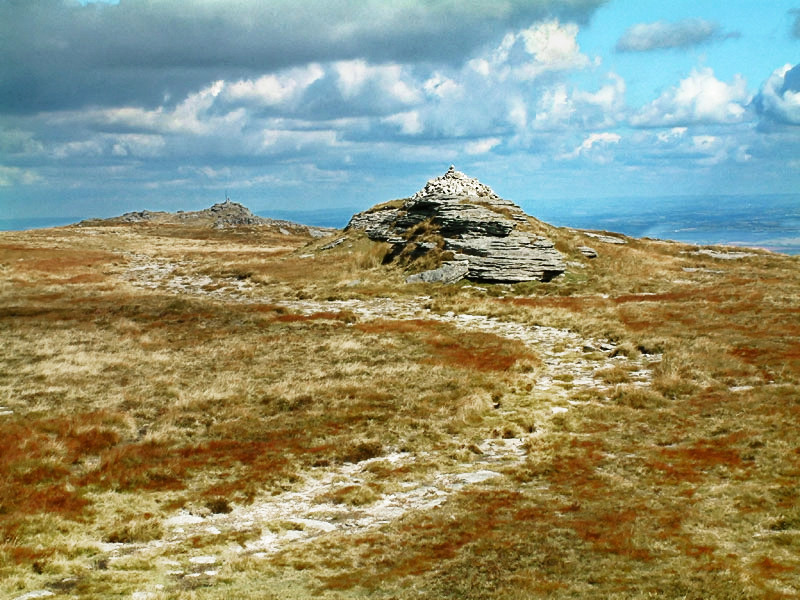
Đỉnh High Willhays với mỏm Yes phía sau

Dartmoor được biết đến với những mỏm núi – thường là những mỏm đá hoa cương tròn. Các mỏm núi này là nơi tổ chức sự kiện hàng năm gọi là thách thức mười mỏm, khoảng 2400 người từ 14 đến 19 tuổi đi bộ 56, 72 hoặc 88 km giữa mười mỏm đá trên nhiều tuyến đường khác nhau.

### Sông

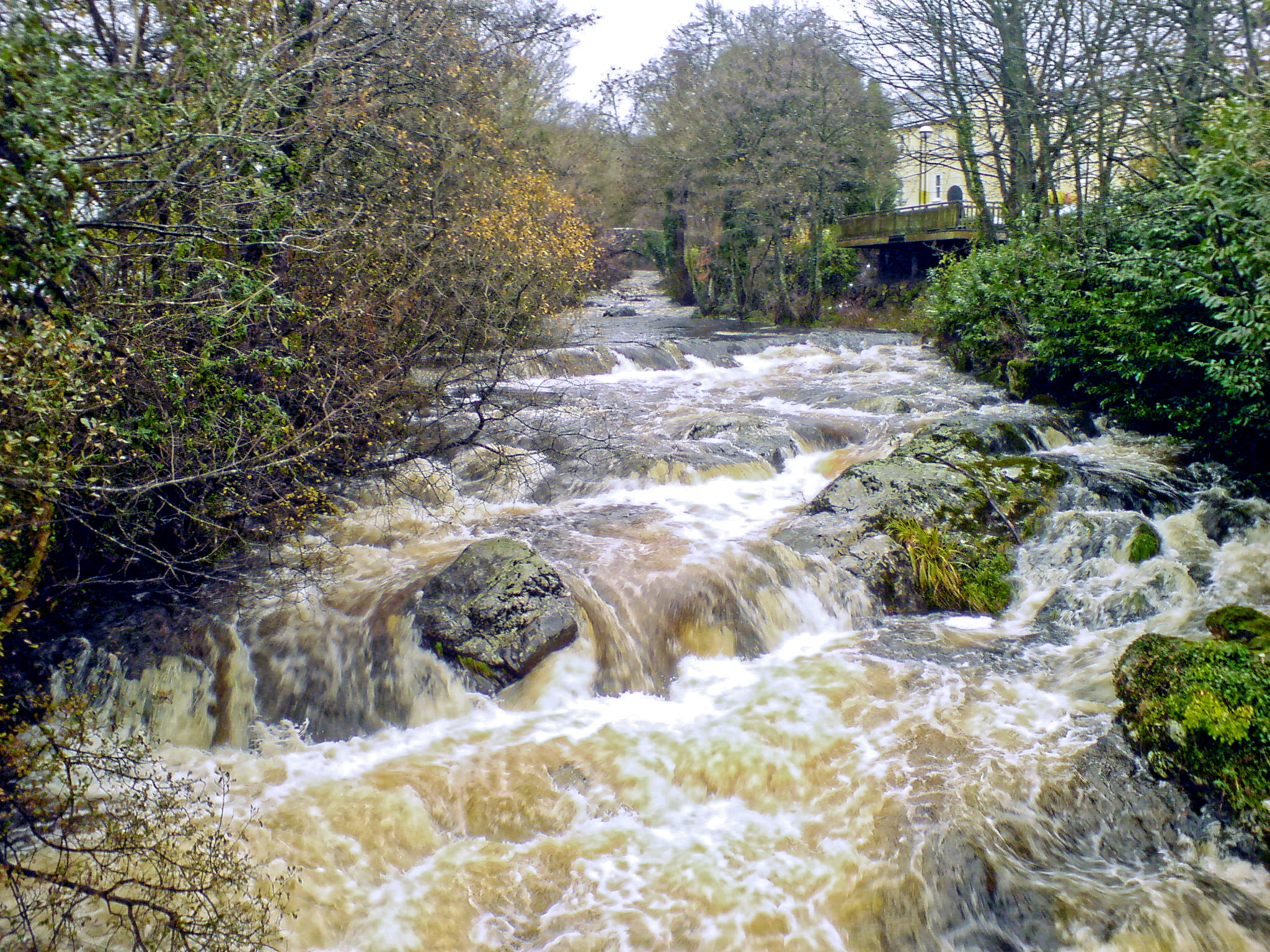
Sông Erme tại Ivybridge.

Vùng đất cao của Dartmoor hình thành lưu vực cho nhiều sông ở Devon. Cũng như hình phong cảnh, những truyền thống cung cấp một nguồn sức mạnh cho moor ngành công nghiệp như khai thác thiếc và khai thác đá.
Tên gọi của vùng đồng hoang này đến từ tên sông Dart, đó bắt nguồn từ sông Đông Dart và Tây Dart và sau đó nhập thành một con sông ở Dartmeet. Nó rời vùng đồng hoang ở Buckfastleigh, chảy qua Totnes nơi nó trở thành cửa cắt khía dài tới biển Dartmouth.

## Khí hậu
Cũng giống như các vùng còn lại ở Tây Nam Anh, Dartmoor có khí hậu ôn đới và thường ẩm ướt hơn các vùng có cùng độ cao khác ở Anh. Ở Princetown, gần trung tâm vùng đồng hoang có độ cao 453 mét (1.486 ft), tháng 1 và 2 là những tháng lạnh nhất và có nhiệt độ trung bình thấp nhất là 1 °C (34 °F). Thnasg 7 và 8 là hai tháng ấm nhất có nhiệt độ trung bình cao nhất lên đến 18 °C (64 °F).

## Bảo tồn

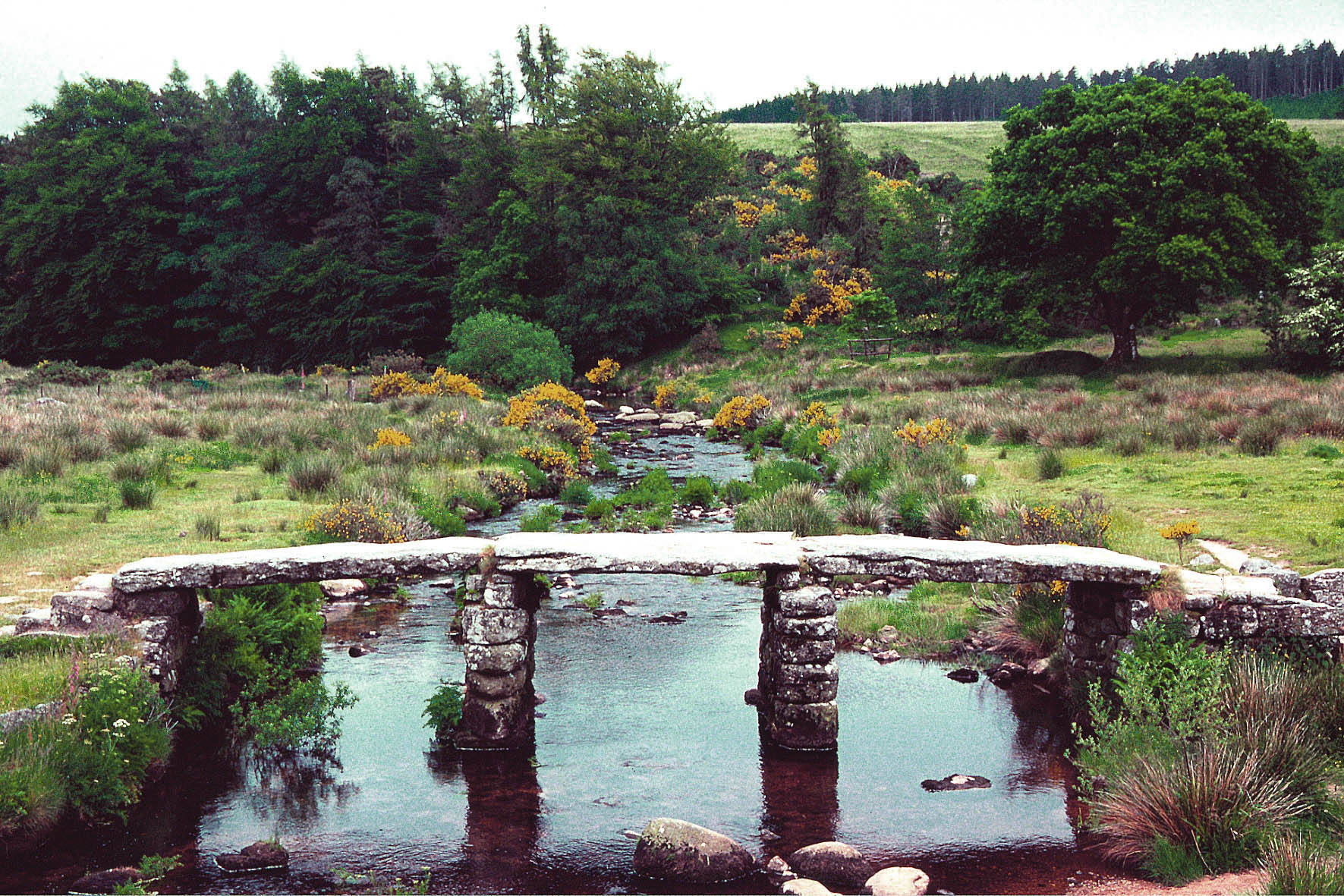
Cầu ở Postbridge.

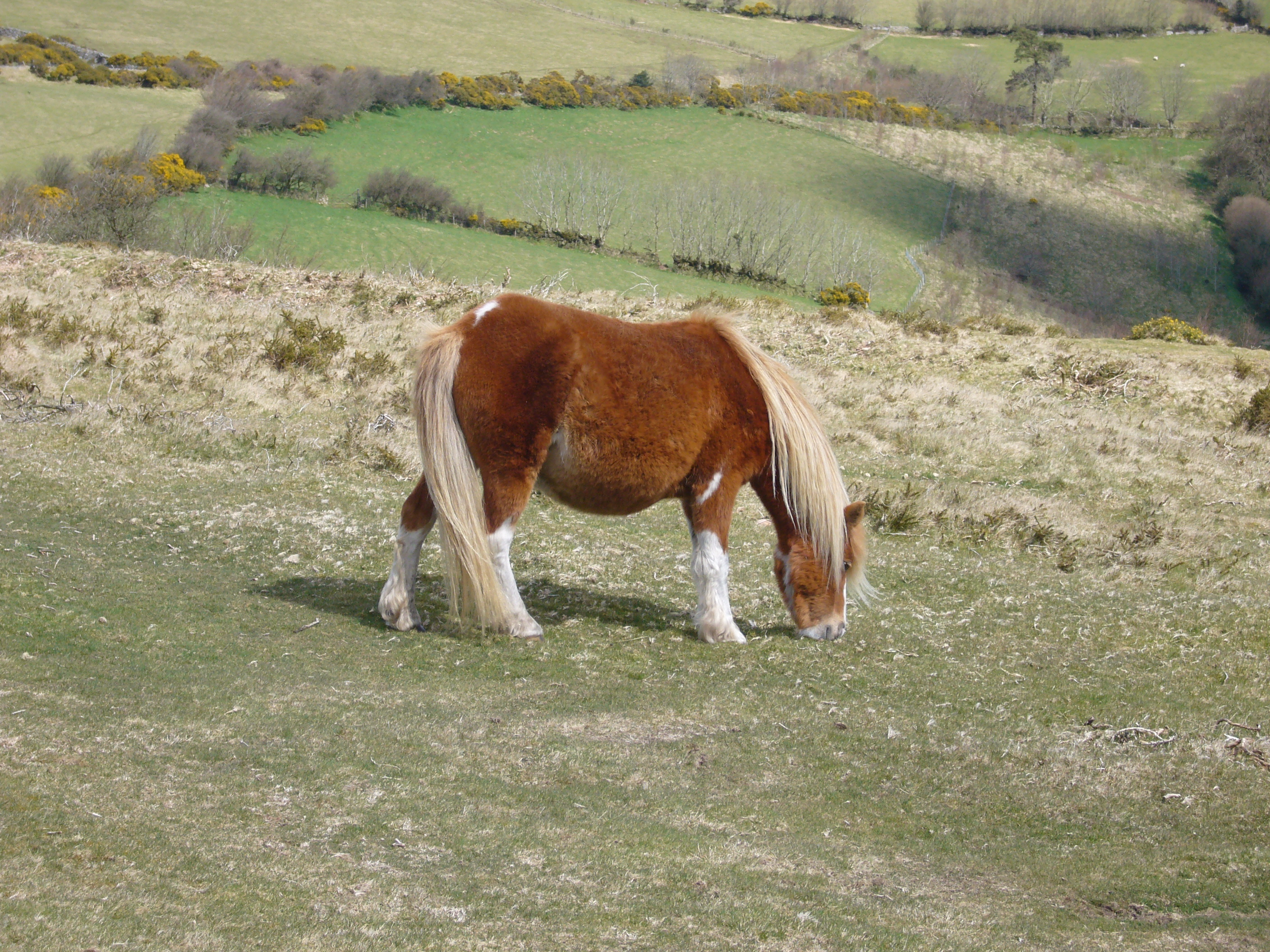
Ngựa đồi Dartmoor

Qua quãng thời gian lịch sử con người, vùng này đã bị khai thác cho nhiều mục đích công nghiệp. Trong các năm gần đây, đã có tranh cãi xung quanh việc khai thác đá kết của Imerys và Sibelco, người mà trước đây đã khai thác kaolinit. Đã có cấp phép từ Chính phủ Anh nhưng gần đây họ vẫn chịu áp lực từ các tổ chức công cộng như hiệp hội bảo tồn Dartmoor.

## Thị trấn và làng

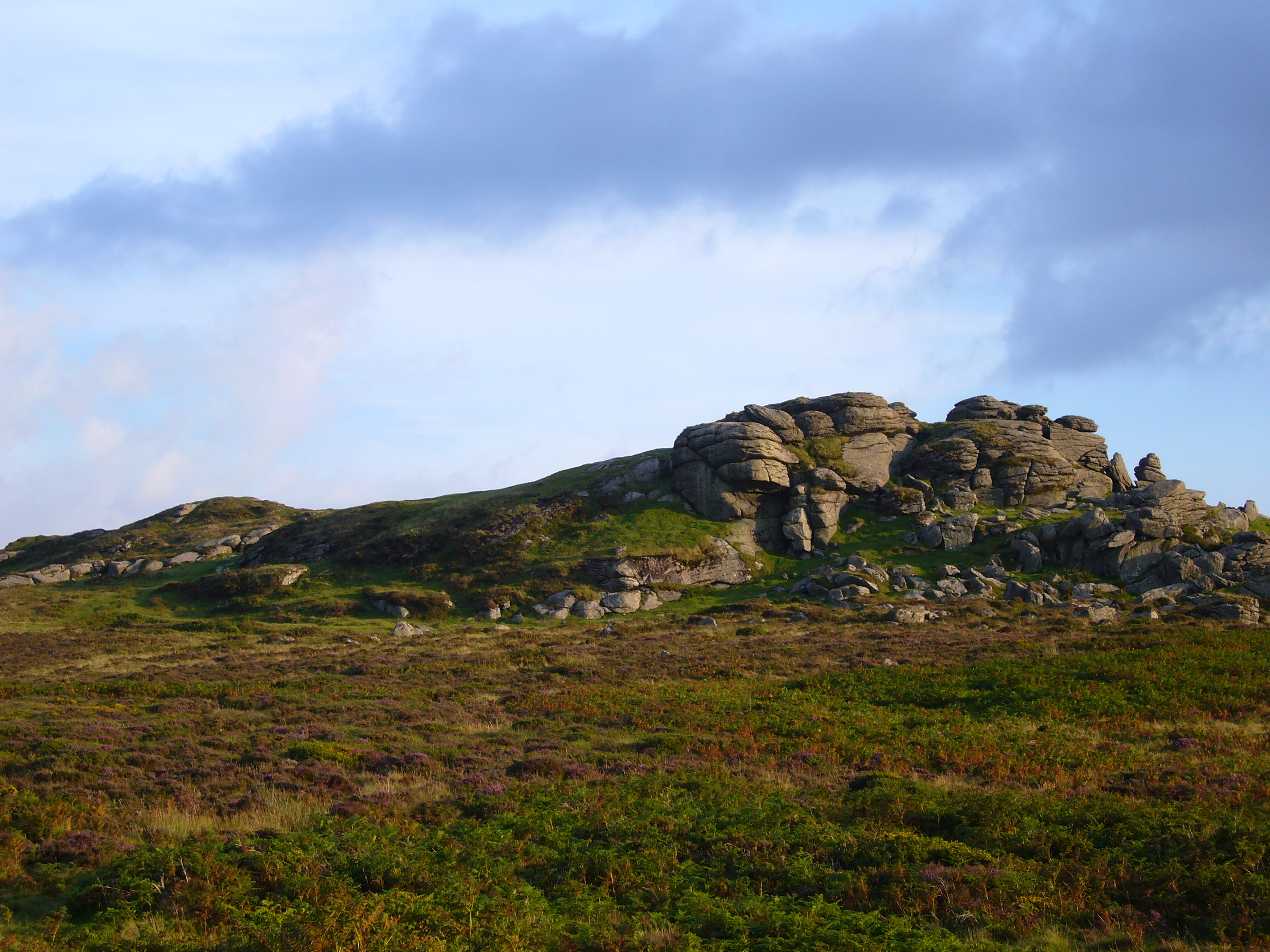
Mỏm núi điển hình của Dartmoor gần Haytor.

Dartmoor có số dân định cư là 33.000, nó tăng lên đáng kể trong mùa du lịch cao điểm. Khu định cư lớn nhất trong công Viên Quốc gia là Ashburton (với dân số khoảng 3.500), Buckfastleigh, Moretonhampstead, Princetown, Yelverton, Horrabridge, South Brent, Christow, và Chagford.

## Các địa danh
- Hồ chứa Avon Dam
- Mỏm núi đen Beare
- Mỏm núi Bowerman's Nose
- Nhà thờ Brentor[5]
- Tu viện Buckfast
- Hồ chứa Burrator
- Thác Canonteign
- Lâu đài Drogo
- Lăng mộ Childe
- Nhà thờ ở South Tawton
- Đồi Cosdon
- Vũng Cranmere
- Vũng Crazywell Cross
- Hồ nhân tạo Crazywell
- Dartmeet – Điểm sông Tây Dart và đông Dart gặp nhau
- Nhà tù Dartmoor
- Kênh Devonport Leat
- Đường thủy Sevonport Leat
- Vũng Duck
- Đập và hồ chứa nước Fernworthy
- Cầu Fingle
- Mỏm núi Great Links
- Vòng đá Grey Wethers
- Grimspound
- Đường tàu điện granit Haytor
- Haytor Rock
- Đỉnh High Willhays
- Mỏm núi Hound
- Nghĩa trang Jay
- Hẻm Lydford[6]
- Nuns Cross
- Powdermills, Cherrybrook
- Đường sắt Rattlebrook
- Mỏm núi Rippon Rifle Range
- Vòng đá Scorhill
- Thung lũng Skaigh
- Kênh Tavistock
- Nhà nghỉ Warren House
- Wheal Betsy
- Widgery Cross
- Khách sạn White Hart

## Các hoạt động giải trí
Hoạt động lâu đời nhất ở vùng đồng hoang là đi bộ trên đồi.
Chèo thuyền kayak và chèo thuyền phổ biến trên sông do lượng mưa cao và chất lượng cao của chúng, mặc dù vì các lý du môi trường những tháng mùa đông bị hạn chế tiếp cận. Sông Dart là nơi tụ tập nổi tiếng nhất, nhất là vùng được biết đến với tên The Loop. Các sông khác bao gồm Erme, Tavy, Plym và Meavy.
Các hoạt động khác bao gồm leo núi đá trên mỏm núi đá hoa cương, một trong số các địa điểm nổi tiếng là Haytor, mỏm núi Hound và Dewerstone; cưỡi ngựa, có thể thực hiện ở nhiều địa điểm; đi xe đạp (nhưng không được đi trong vùng đất hoang; và câu cá cá hồi nâu, cá hồi biển và cá hồi hoang dã—mặc dù nhiều cá sông trên Dartmoor là thuộc sở hữu tư nhân, vẫn có nhiều nơi được phép câu.

### Trung tâm du khách
Trung tâm du khách chính nằm ở thị trấn Princetown và có trưng bày về lịch sử Dartmoor, văn hóa và động vật hoang dã cũng như những thay đổi về nghệ thuật của địa phương. Các trung tâm du khách nằm ở Postbridge và Haytor cung cấp thông tin, bản đồ, sách hướng dẫn và các vật dụng để khám phá khu vực.